# Eichhorst (Mecklenburg)
Eichhorst (Mecklenburg) este o comună din landul Mecklenburg-Pomerania Inferioară, Germania.